# Phenix Rods (釣り具)
Phenix Rods（フェニックスロッド）は、アメリカの釣り竿メーカーである。

## 歴史
- 1975年、設立。
- 1982年、脚本監督のラリーハワードが買収。
- 1983年、X-CALIBUR BORONシリーズ発売。
- 1986年、IM6 BORONシリーズ発売。ティファが正規代理店となり日本国内で本格的に販売開始。180アイテム中20アイテムが販売された。[1]
- 1989年、IM6 SUPER BORONシリーズ発売。
- 1991年、RUN&GUNシリーズ発売。
- 1992年、日本国内向けにTARTEGAシリーズを発売。
- 1994年、日本の代理店がKEN INTERNATIONAL(東日本)、BIG EAST INTERNATIONAL(西日本)に移籍。
- 1996年、BIG EAST INTERNATIONALが取り扱い終了。東西含めてKEN INTERNATIONALが代理店となる。また、価格改定を行い、大幅に価格を落とした。また、96%GRAPHITEシリーズを日本国内向けにパーツ類を簡素化したPRIMEシリーズを発売。
- 1997年、96%GRAPHITEシリーズを日本国内向けにパーツを高級なものに変更したGOLD BRAZE WINGシリーズを発売。
- 1999年、KEN INTERNATIONALの取り扱い終了。引き続き上州屋で取り扱い。
- 2001年、PX1シリーズ発売。
- 2002年、Phenix RodをTy Hesselに売却。
- 2008年、フェニックスのロゴを一新。また、UltraMBXシリーズ、Comosite X、Super Flipper、Ultra Swimbait、Black Diamondシリーズなどを発売。
- 2010年、UltraMBX Classicシリーズ、Ultra Swimbait Classic、XG1 GLASS、Mirage、Iron Featherを発売。
- 2012年、Recon、Abyssを発売。
- 2014年、N.I.B.トレーディングが取り扱い開始。

ULTRA MBX
2008年に発売したモデルで、Toray M40J Graphite(38.5トン)を使用している。従来のシリーズより軽量で張りが強い。
Comosite X
2008年に発売したクランクベイト用のグラスコンポジットロッド。
Super Flipper
2008年に発売したフリッピング用ロッド
Ultra Swimbait
2008年に発売したスイムベイト用ロッド。
Black Diamond
2008年に発売したオフショアソルトウォーターロッド。
Ultra MBX Classic
2010年に発売したUltra MBXにクラシック風のパーツを用いたロッド。
Ultra Swimbait Classic
Ultra MBX同様にクラシック風のパーツを使ったスイムベイトロッド。Ultra MBXとは異なりブランクも専用設計になっている。
XG1 GLASS
オールグラスのクランクベイトロッド。
Mirage

Iron Feather

Elixir
トラウトロッド
Recon
バスロッドの廉価版。
Abyss

### 素材別シリーズ一覧
X-CALIBUR BORON
1983年発売の標準弾性24トンカーボンにボロンを15%コンポジットしたシリーズ。ブランクにはクリアコートをし、スレッドカラーはブルーである。
1992年モデルより、オフセットハンドルモデルをTPSリールシートに変更。これにより、ブランク長、グリップ内のアルミパイプの長さを変更した。
1994年には一部モデルをIM6 SUPERと同じくリールシートをTBSに変更。
IM6 BORON
1986年発売の中弾性30トンカーボンにボロンを15%コンポジットしたシリーズ。ブランクカラーはブラウンでスレッドカラーはゴールド。日本では1992年に販売を終了している。
IM6 SUPER BORON
1989年発売の中弾性30トンカーボンにボロンを15%コンポジットしたシリーズ。ブランクカラーはブルーニッシュグリーンでスレッドカラーはゴールド。
1990年モデルよりIM6 SUPERのロゴを変更。また、1992年にブランクカラーを無塗装に、1993年に一部モデルのリールシートをTBSに変更。これに伴い、フォアグリップの先端まで延びていたオイモト接続用のアルミパイプをリールシートの先端まで短くした。
TR1

96% GRAPHITE
アメリカで発売されたX-CALIBUR BORONからボロンを抜いて軽量化を図ったモデル。日本国内では上州屋がエントリーモデルとしてグリップをコルクにしたりその他パーツを簡素化したPRIMEシリーズとチタンフレームのゴールドサーメットリングを採用し、その他はIM6 SUPERと同じパーツを使ったGOLD BLAZE WINGシリーズとして発売。
PX1
日本では未発売の2001年に発売されたモデルで、G.LoomisのGL3の素材をベースとしたIM6(中弾性30トンカーボン)を使用している。このモデルもボロンは採用されていない。また、ベイトモデルではリールシートに初めてECSシートが使われている。
RUN & GUN
契約プロのシグネチャーモデルでグラスコンポジットモデルなどが存在する。
TARTEGA
1992年に日本市場向けに発売されたモデル。TIFA時代に発売されたエントリーモデルでボロンは使われていない。他のモデルとは異なりフォアグリップはFPタイプが用いられており、ブランクの接続もブランクスルー構造となっている。

### 用途別シリーズ
オリジナル
基本的な調子のシリーズで現行モデルはULTRA MBXシリーズがこれに当たる。ラリーハワード時代の物はブランクにモデルのサブネームやプロの名前などの表記がない。また、DWシリーズというワーム向けの物もある。
また、同じ番手でも調子の違うモデルが作られたため、それを区別するために、「60M2」などのようにパワー表示の後ろに『2』などの数字が付く。ごく一部ではDVDのリージョンコードのように2は日本向けと言われているが実際は異なり、『2』の付くモデルは本国のアメリカでも販売されており、また、『2』が付かないモデルも日本向けとして販売されていた。
スペシャルパーパス
用途ごとの専用ロッドで現行モデルのSuper Flipper、Swimbaitシリーズはこれに当たる。ラリーハワード時代の物はブランクにはサブネームが表記されている。用途ごとのロッド展開はフェンウィック等のフリッピングロッドを除き世界初の展開であった。
プロシグネチャー
契約プロのシグネチャーモデルで、ラリーハワード時代の物にはブランクにサブネーム、契約プロの名前が表記されている。
Special 3+ Rods
フェニックスの契約プロであったドンアイビーノのシリーズ。ブランクには96%Graphite素材が用いられているが、G.loomisではなくアメリカの老舗ブランクメーカであるラミグラスが製作を行っていた。現在はラミグラスブランドで販売されている。
X-10 CRANKBAIT RODS
グラスティップを持つクランキングロッド。現行モデルはS-GlassコンポジットモデルのXシリーズと、オールグラスのXG1 GLASSシリーズがある。

### 創業当初
創業当初からの特徴として、グリップの種類、長さやスレッドカラーなどのカスタムオーダーができる点であった。これはラリーハワード時代でも行っていたが、当時カスタムオーダーを受けてグラファイトロッドを製造しているのは画期的であった。
また、創業当初は、G.Loomisとは異なる工場でブランクスの製造を行っていたが、その工場を所有する会社が廃業したため、G.Loomisへブランクスの製造を依頼することとなった。

## 特徴
ブランクス
ラリーハワードが製作を行っていた時代はアメリカ最大手のG.loomisが(ドン・アイビーノのSpecial 3+ RodsシリーズのみLamiglasが製作)、ジェフが買収後は中国の会社で行っている。ジェフはコストダウンしつつも素材にはこだわっており、中国でも数少ない東レ製カーボンを扱っている工場を探し、そこで製造を行ってもらっている。
特徴としては非常に丈夫なことを売りにしている。ラリーハワード時代には粘りを重視したブランク作りを心がけており、G.loomisリファレンスの物より更に粘る調子が出るように緩いテーパーで製作を行っていた。
対照的にジェフが買収した以降は丈夫でありながら、軽量で張りのある調子をめざしている。
グリップ
ラリーハワード時代は一部モデルを除きPX1リリースより前まではハイパロンを使用し、柔らかい握り心地を重視している。また、グリップ内はメガバスのグラコンポのようにリールシートの内径とほぼ同じ径の太いアルミパイプでオイモト接続しており、グリップの剛性を上げている。(ブランクとアルミパイプの隙間はマスキングテープで埋めている。)なお、例外として日本国内のエントリーモデルとして発売されたタルテガは普通のブランクスルー構造である。
PX1以降はオイモト接続の廃止し、普通のブランクスルー構造に変更している。
ガイド
ラリーハワード時代は、日本向けのロッドのはSicリング、アメリカ向けにはハードロイリングのガイドが使われている。ベイトモデルは昔ながらのオールダブルフットガイドが使用されており、当時、シマノのファイティングロッド、ダイワ精工のTEAM DAIWA、ダイコーのプレステージ、アメリカのオールスターロッドなど、日米問わずティップ周りをシングルフットのガイドへの転換期であったが、日本ではフェニックスのフォロワーの増えたことから、各社オールダブルフットへと戻っていった。日本で再びティップ周りにシングルフットガイドが使われるようになるのは、1995年の富士工業がニューコンセプトガイドを発表してからである。
ラリーハワード時代も終焉に向かう直前の2000年前後にはニューコンセプトガイドが採用されるようになり、既存のモデル、2001年に発表したPX1シリーズ共にニューコンセプトガイドが採用された。

## TIFAモデルと上州屋モデルの違い
- リールシートに付いているデカールがTIFA時代の物には金の下地に黒字の筆記体で"phenix rods"の表記がされているが、上州屋モデルでは黒の下地にカラーでフェニックスのロゴが入っている。
- TBSシート採用モデルのリールシートには、TIFA時代は黒の塗装を施してあり、"TIFA BASS SYSTEM"やTIFAのロゴがあるが、上州屋モデルは無塗装でロゴもない。
- スピニングモデルはリールシートがTIFA時代はダウンロック式であるが上州屋時代はアップロックに変更になっている。

## 影響
アメリカ本国では、80年代バストーナメントの中心が西海岸であったため、トーナメント用ロッドとして人気を得る。ボロンのコンポジットが他社より優れており、硬くなく、そして、他社より細いブランクス、また、当時としては軽く、強いロッドであった。また、用途別のラインナップやバスプロのシグネチャーモデルなどもいち早くラインナップしていたことも人気の要因であった。
しかし、ボロン素材のコスト高や、グラファイト素材の進化に伴い、G.Loomisやアメリカ南部のオールスター、日本のダイワが台頭し、アメリカ市場からは2006年にJeffがオーナーになるまでほとんど見ることがなくなった。
一方、日本国内では90年初頭まで影響力を与え続けた。フェニックスロッドの影響は凄まじく、多くのロッドに影響を与えている。エバーグリーンのコンバットスティックにはデザイン、ボロンなど、アングラーズリパブリックの初代パームスや、UFMウエダの初代Pro4、ジャクソンのBBにはデザイン面で、他のロッドにも影響を与えている。90年代まではフェニックス社において最大の市場は日本であった。

## 逸話
- 当時製作に参加していた田辺哲男はCS63Mで自身が世界で初めて6フィート3インチのなど3インチ刻みのロッド作ったと語っているが、それ以前にジャクソンが発売したストラテジーシリーズでTS-63L、TS-63Mなど(共に6フィート3インチ)3インチ刻みのロッドが発売されていた。[6]
- 田辺哲男は当時フェニックスの契約プロ、ジョンマーレーと打倒フェニックスとして、グランドスラム、ロードランナーを製作。メインのブランク素材にはIM6を、製造工場にG.loomisを使い、竿の曲がりの特性も似たようなロッドに仕上がっている。